# Liste des titres musicaux numéro un au classement radio en France en 2012
Cette page liste les titres musicaux numéro un au classement radio en France pour l'année 2012 selon le Syndicat national de l'édition phonographique (SNEP).

## Classement des titres les plus diffusés par semaine
| №  | Date         | Artiste                            | Titre                                   |
| -- | ------------ | ---------------------------------- | --------------------------------------- |
| 1  | 2 janvier    | Sean Paul                          | She Doesn't Mind                        |
| 2  | 9 janvier    | Taio Cruz featuring Flo Rida       | Hangover                                |
| 3  | 16 janvier   | Taio Cruz featuring Flo Rida       | Hangover                                |
| 4  | 23 janvier   | Pitbull featuring Chris Brown      | International Love                      |
| 5  | 30 janvier   | Pitbull featuring Chris Brown      | International Love                      |
| 6  | 6 février    | David Guetta featuring Nicki Minaj | Turn Me On                              |
| 7  | 13 février   | David Guetta featuring Nicki Minaj | Turn Me On                              |
| 8  | 20 février   | David Guetta featuring Nicki Minaj | Turn Me On                              |
| 9  | 27 février   | Michel Teló                        | Ai, Se eu te Pego                       |
| 10 | 5 mars       | David Guetta featuring Nicki Minaj | Turn Me On                              |
| 11 | 12 mars      | Nicki Minaj                        | Starships                               |
| 12 | 19 mars      | Flo Rida featuring Sia             | Wild Ones                               |
| 13 | 26 mars      | Nicki Minaj                        | Starships                               |
| 14 | 2 avril      | Nicki Minaj                        | Starships                               |
| 15 | 9 avril      | Nicki Minaj                        | Starships                               |
| 16 | 16 avril     | Rihanna                            | Where Have You Been                     |
| 17 | 23 avril     | Rihanna                            | Where Have You Been                     |
| 18 | 30 avril     | Gotye featuring Kimbra             | Somebody That I Used to Know            |
| 19 | 7 mai        | Gotye featuring Kimbra             | Somebody That I Used to Know            |
| 20 | 14 mai       | Rihanna                            | Where Have You Been                     |
| 21 | 21 mai       | Rihanna                            | Where Have You Been                     |
| 22 | 28 mai       | Rihanna                            | Where Have You Been                     |
| 23 | 4 juin       | Flo Rida                           | Whistle                                 |
| 24 | 11 juin      | Flo Rida                           | Whistle                                 |
| 25 | 18 juin      | Flo Rida                           | Whistle                                 |
| 26 | 25 juin      | Flo Rida                           | Whistle                                 |
| 27 | 2 juillet    | Flo Rida                           | Whistle                                 |
| 28 | 9 juillet    | Flo Rida                           | Whistle                                 |
| 29 | 16 juillet   | Birdy                              | Skinny Love                             |
| 30 | 23 juillet   | Flo Rida                           | Whistle                                 |
| 31 | 30 juillet   | Will.i.am featuring Eva Simons     | This Is Love                            |
| 32 | 6 août       | Will.i.am featuring Eva Simons     | This Is Love                            |
| 33 | 13 août      | Will.i.am featuring Eva Simons     | This Is Love                            |
| 34 | 20 août      | Will.i.am featuring Eva Simons     | This Is Love                            |
| 35 | 27 août      | Will.i.am featuring Eva Simons     | This Is Love                            |
| 36 | 3 septembre  | Kid Cudi featuring MGMT & Ratatat  | Pursuit of Happiness (Steve Aoki remix) |
| 37 | 10 septembre | Kid Cudi featuring MGMT & Ratatat  | Pursuit of Happiness (Steve Aoki remix) |
| 38 | 17 septembre | Kid Cudi featuring MGMT & Ratatat  | Pursuit of Happiness (Steve Aoki remix) |
| 39 | 24 septembre | Kid Cudi featuring MGMT & Ratatat  | Pursuit of Happiness (Steve Aoki remix) |
| 40 | 1er octobre  | Rihanna                            | Diamonds                                |
| 41 | 8 octobre    | Rihanna                            | Diamonds                                |
| 42 | 15 octobre   | Rihanna                            | Diamonds                                |
| 43 | 22 octobre   | Rihanna                            | Diamonds                                |
| 44 | 29 octobre   | Rihanna                            | Diamonds                                |
| 45 | 5 novembre   | Rihanna                            | Diamonds                                |
| 46 | 12 novembre  | Rihanna                            | Diamonds                                |
| 47 | 19 novembre  | Rihanna                            | Diamonds                                |
| 48 | 26 novembre  | Rihanna                            | Diamonds                                |
| 49 | 3 décembre   | Rihanna                            | Diamonds                                |
| 50 | 10 décembre  | Rihanna                            | Diamonds                                |
| 51 | 17 décembre  | Rihanna                            | Diamonds                                |
| 52 | 24 décembre  | Ke$ha                              | Die Young                               |
| 53 | 31 décembre  | Will.i.am & Britney Spears         | Scream and Shout                        |

## Classement des titres les plus diffusés de l'année
| №  | Artiste                               | Titre                                   |
| -- | ------------------------------------- | --------------------------------------- |
| 1  | Gotye featuring Kimbra                | Somebody That I Used to Know            |
| 2  | Flo Rida                              | Whistle                                 |
| 3  | Rihanna                               | Where Have You Been                     |
| 4  | Birdy                                 | Skinny Love                             |
| 5  | Collectif Paris Africa                | Des ricochets                           |
| 6  | Nicki Minaj                           | Starships                               |
| 7  | Maroon 5 featuring Wiz Khalifa        | Payphone                                |
| 8  | Marlon Roudette                       | New Age                                 |
| 9  | Will.i.am featuring Eva Simons        | This Is Love                            |
| 10 | Rihanna                               | Diamonds                                |
| 11 | Simple Plan featuring Sean Paul       | Summer Paradise (VF)                    |
| 12 | Carly Rae Jepsen                      | Call Me Maybe                           |
| 13 | Chris Brown                           | Don't Wake Me Up                        |
| 14 | Matt Houston featuring P-Square       | Positif                                 |
| 15 | DJ Antoine featuring The Beat Shakers | Ma chérie 2k12                          |
| 16 | Sexion d'assaut                       | Wati House                              |
| 17 | Kid Cudi featuring MGMT & Ratatat     | Pursuit of Happiness (Steve Aoki remix) |
| 18 | Coldplay                              | Paradise                                |
| 19 | Michel Teló                           | Ai, Se eu te Pego                       |
| 20 | Train                                 | Drive By                                |

## Sources
- Classement radio hebdomadaire
- Bilan radio TV clubs 2012

## Chronologie
- Liste des titres musicaux numéro un au classement radio en France en 2011